# Paul Margueritte
Paul Margueritte (Laghouat, Argélia, 1 de fevereiro de 1860 — Soorts-Hossegor, França, 30 de dezembro de 1918), foi um romancista francês.
Seu primeiro livro foi "Mon Père", em 1884. Contudo tornou-se conhecido em 1885, com "Tous Quatre".
Naturalista no princípio, rompeu com Emile Zola.
Outras obras: "La Princesse Noir", "La Flamme", "La Lanterne Magique", "La Maison Brulé" e outras.

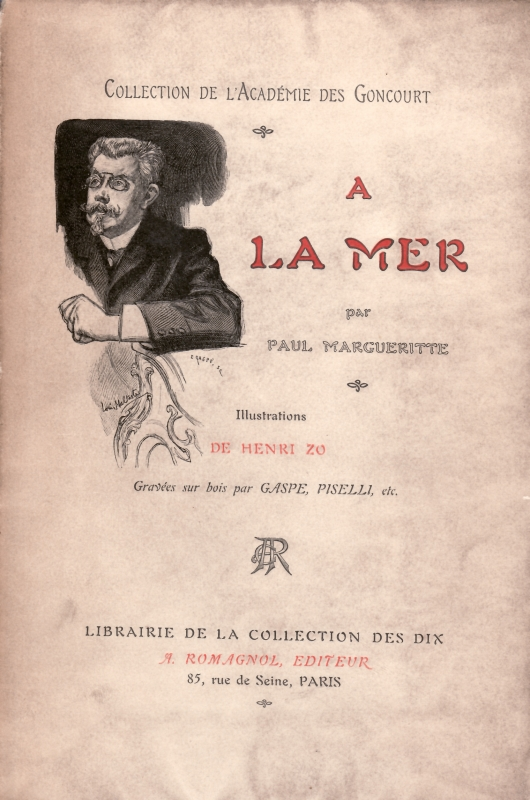
À la mer, 1906, Paris